# Convento de Santo Domingo (Bogotá)
El Convento de Santo Domingo, perteneciente a la Orden de Predicadores, o Dominicana, fue fundado en Bogotá (Colombia) el 26 de agosto de 1550. El edificio histórico era de estilo colonial y se encontraba en la carrera Séptima con calle 12, en el centro histórico. Fue demolido en 1938 durante el gobierno de Eduardo Santos.

## Historia
Fundado en 1550, fue el convento "máximo" o más importante de los dominicos de la Nueva Granada, actual Colombia. Situado a media cuadra de la Plaza mayor (actual Plaza de Bolívar), este convento jugó un papel muy importante en el proceso de conquista y evangelización de los Muiscas, del altiplano central colombiano. En su seno nació en 1580 la primera universidad del país, la llamada posteriormente Universidad Santo Tomás. Fue clave además como centro financiero, debido al uso de instituciones como los censos y las capellanías. La comunidad de frailes Dominicos establecida allí, tuvo además una gran influencia en los planos religioso, político y social en el entonces Nuevo Reino de Granada. Se recuerda por sus aportes a la historia de Colombia, a Fray Alonso de Zamora, cronista, autor de la "Historia de la Provincia de San Antonino del Nuevo Reino de Granada" publicada en 1701. 
El primer templo se bendijo en 1557 en la sede definitiva de la Orden de los Predicadores en la Nueva Granada, entre las carreras 7 y 8 y las calles 12 y 13. Entre 1647 y 1678 se construyó el convento del mismo nombre.
En su tiempo albergó obras de arte de los principales pintores y escultores del norte de la América del Sur, como Gregorio Vásquez de Arce y Ceballos y Baltasar de Figueroa. El templo conventual albergaba una imagen de la Virgen del Rosario, conocida localmente como la "Virgen de los Conquistadores" fabricada en Sevilla, España a mediados del siglo XVI y que fue objeto de veneración por la población de la ciudad y sus alrededores, contribuyendo a la difusión en esas tierras del rezo del rosario, tradicional oración popular del catolicismo.

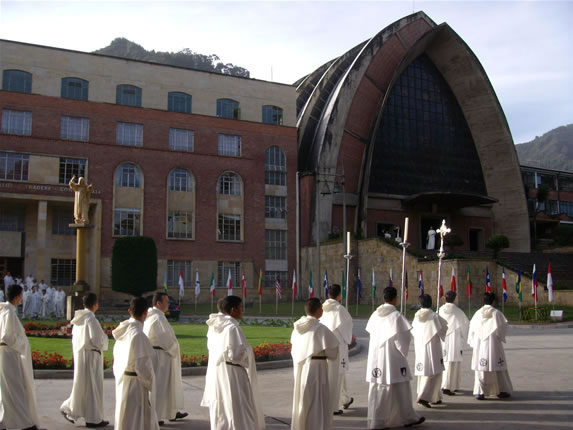
Imagen del actual Convento de Santo Domingo, en Bogotá.

Por diversas circunstancias internas y externas, el convento entró en crisis con la Guerra de Independencia (1810-1830) y aunque logró recuperarse, la comunidad conventual fue suprimida por el gobierno liberal de Tomás Cipriano de Mosquera en noviembre de 1861. El edificio fue expropiado, siendo destinado en un comienzo para sede del Congreso de la República y luego como oficinas del ministerio de correos y telégrafos y otras entidades del Estado. Producto de la fiebre modernizadora, el convento fue destruido en 1938 por voluntad del gobierno nacional, presidido por Eduardo Santos, pese a las protestas de algunos sectores de la ciudadanía. En su reemplazo fue construida una mole de hormigón armado denominado en su época "Palacio de las Comunicaciones".
El antiguo templo conventual, la Iglesia de Santo Domingo, fue devuelto al culto y siguió siendo regentado por los Dominicos hasta que, la construcción del referido "palacio" adjunto, afectó severamente sus bases y estructura y ante la falta de recursos, debió ser vendido. El templo fue demolido en 1939 y en su lugar Bruno Violi y Hernando González Varona construyeron el Palacio de las Comunicaciones. La destrucción de estas edificaciones ha sido considerada como una de las grandes pérdidas del patrimonio histórico colombiano.
Mientras tanto, la comunidad conventual había sido restaurada en noviembre de 1905, aunque los pocos frailes que la componían debían vivir en una pequeña casa situada justo al lado de su antiguo convento. Luego, entre 1948 y 1953, una vez se consumó la demolición de la Iglesia de Santo Domingo, los Dominicos construyeron un nuevo convento - seminario al nororiente de la ciudad, al cual le dieron, esta vez de forma oficial, el nombre de "Convento de Santo Domingo", ubicado en la Carrera 1 n.º 68-50. Al lado de este se construyó poco después un seminario menor y luego colegio, conocido bajo el nombre de "Jordán de Sajonia".
El convento sigue siendo el más grande e importante de la provincia dominicana en Colombia.